# Trimalaconothrus planus
Trimalaconothrus planus är en kvalsterart som beskrevs av Balogh 1958. Trimalaconothrus planus ingår i släktet Trimalaconothrus och familjen Malaconothridae. Inga underarter finns listade i Catalogue of Life.